# OSI (Band)
OSI ist eine Progressive-Rock-Gruppe, die sich nach der mittlerweile aufgelösten Propagandaabteilung des US-Verteidigungsministeriums, Office of Strategic Influence (OSI), benannt hat.

## Bandgeschichte
Die zwei Gründungsmitglieder von OSI sind Jim Matheos (Fates Warning) und Kevin Moore (Chroma Key, ex-Dream Theater). Beide spielen Keyboard, Matheos' Hauptinstrument ist jedoch die E-Gitarre. Alle Songs (außer „shutDOWN“ vom Debüt und „Old War“ von Free) sind Eigenkompositionen, wobei Kevin Moore die Texte beisteuert.
Als Gastmusiker sind auf der ersten Platte (Office of Strategic Influence) der Schlagzeuger Mike Portnoy (Dream Theater, Transatlantic), der Bassist Sean Malone (Gordian Knot) sowie der Porcupine-Tree-Gründer Steven Wilson, Sänger und Komponist des Stücks „shutDOWN“, zu hören.
Beim zweiten Album Free, das im April 2006 erschien, wirken neben Mike Portnoy der Bassist Joey Vera (Fates Warning) und Bige Akdeniz mit, der „Old War“ schrieb und zudem Gitarre und Gesang bei diesem Song übernimmt.
Beide Alben sind auch als Special Edition erschienen. Der Special Edition von Office of Strategic Influence liegt eine zweite CD bei, die unter anderem das Pink-Floyd-Cover „Set the Controls for the Heart of the Sun“ enthält. Zudem kommt die CD nicht in einem Jewel-Case, sondern in einem aufwändig gestalteten Digibook. Die Special Edition von Free enthält ein „extended booklet“, einen Schuber und eine Bonus-CD.
Für jeweils ein Stück auf dem Album Blood wirkten Tim Bowness (No-Man) und Mikael Åkerfeldt (Opeth) mit.
Das dritte Album Blood und das vierte Album Fire Make Thunder entstanden unter Mitwirkung von Gavin Harrison (Porcupine Tree), wobei auch bei diesen Alben Matheos und Moore getrennt ihre Parts in ihren jeweiligen Heimstudios komponierten und aufnahmen, um sie später mit dem von Harrison in dessen Studio aufgenommenen Schlagzeug zu mixen.

## Stil
Die Songs sind komplex und abwechslungsreich arrangiert. Neben stilistischen Merkmalen des Progressive Metal und Progressive Rock sind Einflüsse aus Industrial Rock und Electronica vorhanden.

## Diskografie
- Office of Strategic Influence (2003)
- Free (2006)
- Re:Free (EP, 2006)
- Blood (2009)
- Fire Make Thunder (2012)